# Salvatore Ventimiglia

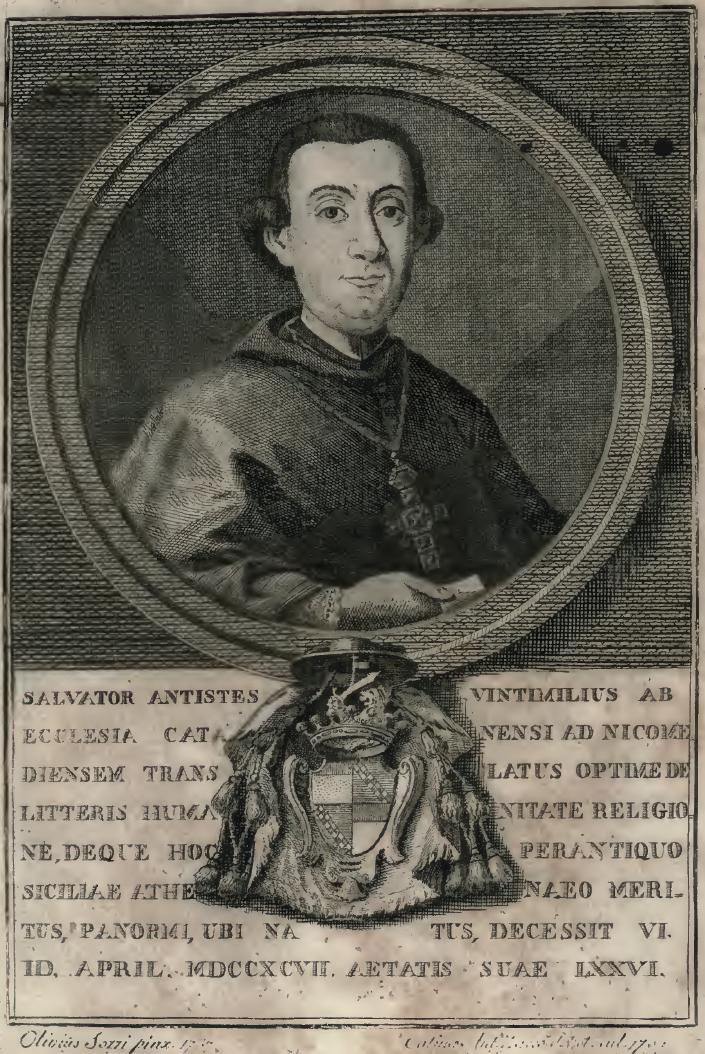
Salvatore Ventimiglia, titulair aartsbisschop van Nicomedia

Salvatore Ventimiglia (Palermo, 15 juli 1721 – aldaar, 8 april 1797) was bisschop in Catania (1757-1773) in Sicilië. Na zijn ontslag was hij titulair aartsbisschop van Nicomedia (1773-1797) en parlementslid in het Koninkrijk van Napels en Sicilië onder de Bourbondynastie. Hij was de laatste inquisiteur-generaal van Sicilië (1776-1782). Hij was medestichter van de vrijmetselaarsloge Sint-Jan-van-Schotland in Palermo.

## Levensloop
Ventimiglia groeide op in Palermo, stad in het Koninkrijk van Napels en Sicilië. Hij trad in in de kloosterorde der Oratorianen, waar hij in 1744 tot priester gewijd werd. Nadien trok hij naar Rome. Ventimiglia studeerde aan de universiteit Sapienza canoniek recht en doctoreerde er. Terug in Palermo werkte hij op het aartsbisdom Palermo. Hij werd Vicaris-Generaal.
In 1757 liet koning Karel V van Sicilië, de latere Karel III van Spanje, Ventimiglia verwijderen uit Palermo. Ventimiglia moest naar de bisschopstroon van Catania. Ventimiglia werd er tot bisschop gewijd. Ambtshalve als bisschop van Catania was Ventimiglia graaf van Mascali en grootkanselier van de universiteit van Catania.
In Catania voerde Ventimiglia een aantal hervormingen door. Hij herschreef de catechismus in het Siciliaans zodat met deze volkstaal godsdienstonderricht kon gebeuren. Zijn catechismus zou verder gebruikt worden in Catania totdat paus Pius X deze in de 20e eeuw afschafte. Zowel aan het priesterseminarie als aan de universiteit voerde hij in de cursus filosofie lessen toe over het thomisme. Andere hervormingen in het priesterseminarie waren lessen die hij invoerde op universitair leest geschoeid. Het bisdom Catania startte met een drukkerij. Hij liet de Bijbel in het Latijn en Oudgrieks drukken en het Oude Testament bovendien in het Hebreeuws. Deze boeken moesten in het priesterseminarie gebruikt worden. Voor de armen stichtte Ventimiglia een armenhuis. Het werd genoemd Albergo Generale dei Poveri. Zilverwerk uit de kathedraal liet hij verkopen om dit bekostigen. Hij schafte alle giften af die priesters kregen bij het lezen van missen. Ook verordende hij dat bij pastorale bezoeken de ontvangst voor hem en zijn gevolg veel soberder moest zijn.
Stilaan groeide er wrevel bij de lokale geestelijkheid en overheid in Catania. Ook in Rome klonk er ongerustheid over vermeende jansenistische ideeën van Ventimiglia. In 1773 gaf hij ontslag aan paus Clemens XIV. De paus stuurde hem terug naar Palermo met de eretitel van aartsbisschop van Nicomedia in Bithynië, het huidige Turkije.
Tijdens de laatste vijfentwintig jaren van zijn leven deed hij diverse zaken in Palermo. Hij schonk nog meer geld aan het armenhuis in Catania. Hij zetelde in het parlement in Palermo (1778). Daarnaast zetelde hij in het stadsbestuur van Palermo; hij legde zich toe op openbaar onderwijs. Van 1776 tot 1782 was hij inquisiteur-generaal of grootinquisiteur voor Sicilië. Hij was de laatste in dat ambt want hij sloot de werkzaamheden van de Inquisitie toen hij er vertrok in 1782. Samen met andere vrijmetselaars stichtte hij de loge Sint-Jan-van-Schotland.
De Biblioteca Ventimiliana, zijn persoonlijke bibliotheek, werd postuum in 1783 geschonken aan de universiteit van Catania.